# كيم هاميلتون
كيم هاميلتون (بالإنجليزية: Kim Hamilton)‏ هي ممثلة أمريكية، ولدت في 12 سبتمبر 1932 بلوس أنجلوس في الولايات المتحدة، وتوفيت بنفس المكان في 16 سبتمبر 2013 بسبب مرض.

## وصلات خارجية
- كيم هاميلتون على موقع IMDb (الإنجليزية)
- كيم هاميلتون على موقع إن إن دي بي (الإنجليزية)
- كيم هاميلتون على موقع قاعدة بيانات الفيلم (الإنجليزية)